# Lupinus angustifolius
El lupino azul (Lupinus angustifolius) es una planta herbácea anual, una de las pocas especies cultivadas del género Lupinus, cuyo fruto se aprovecha en alimentación, siendo un aperitivo típico de la región mediterránea.

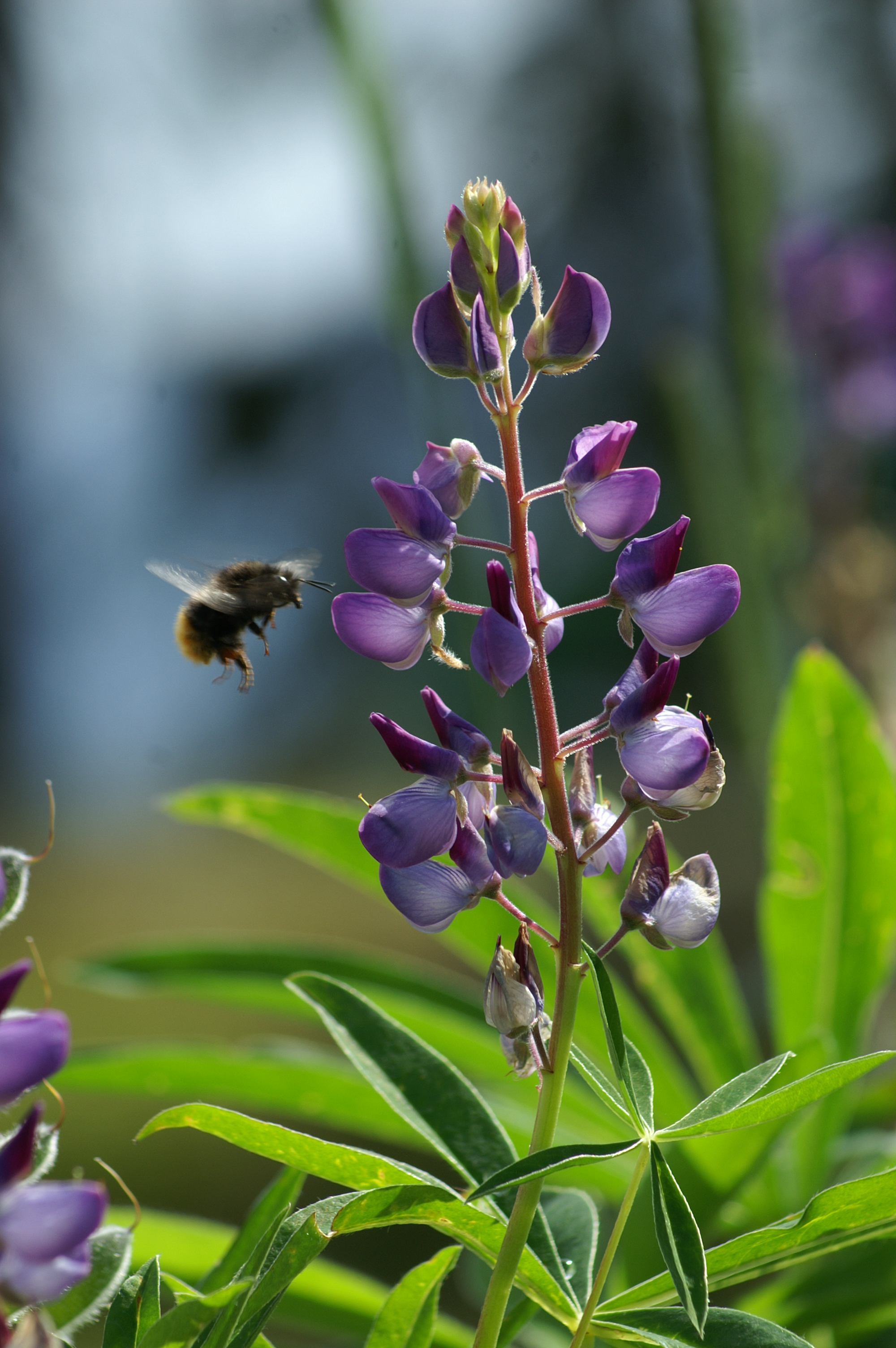
Inflorescencia.

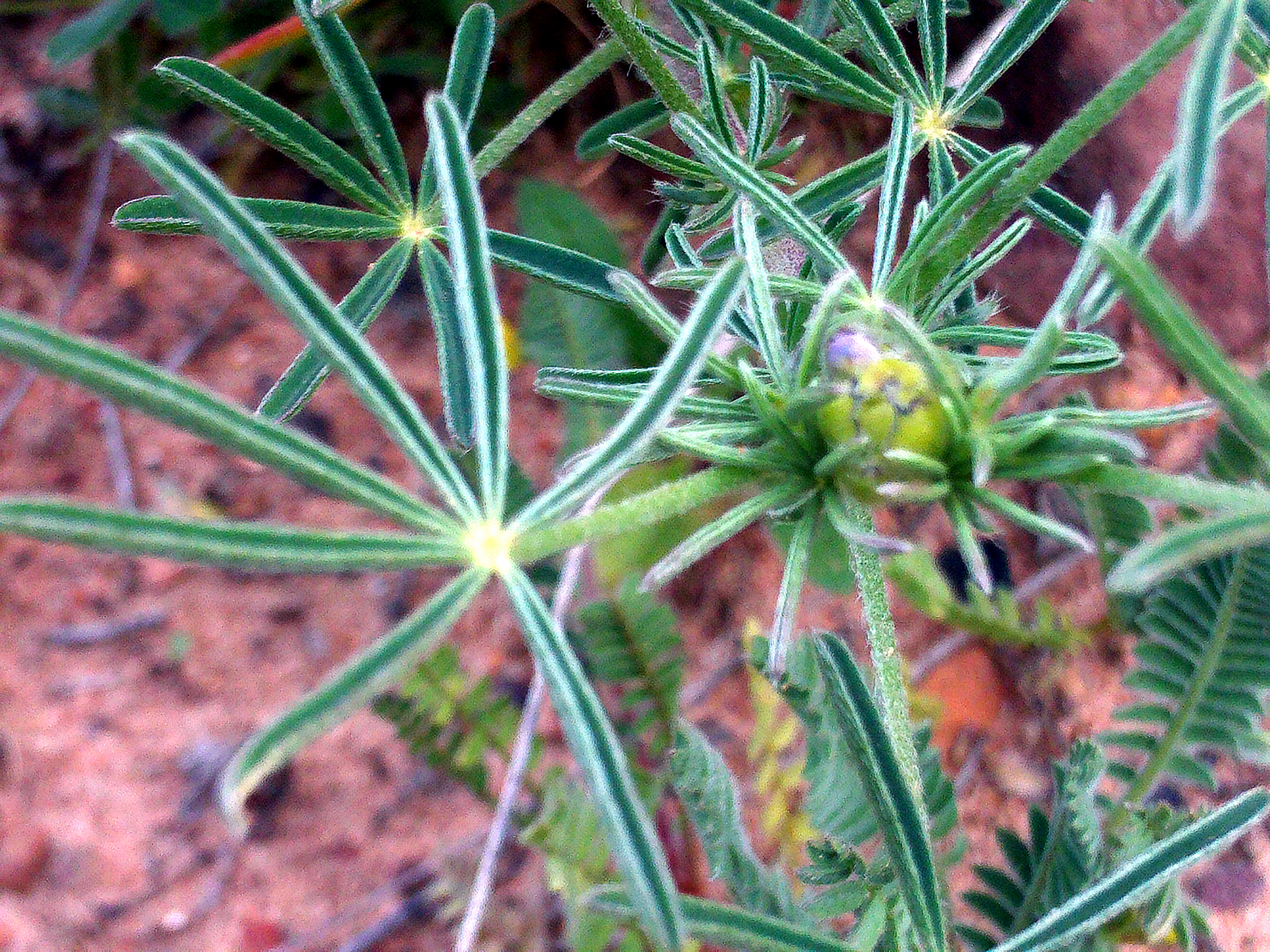
Hojas.

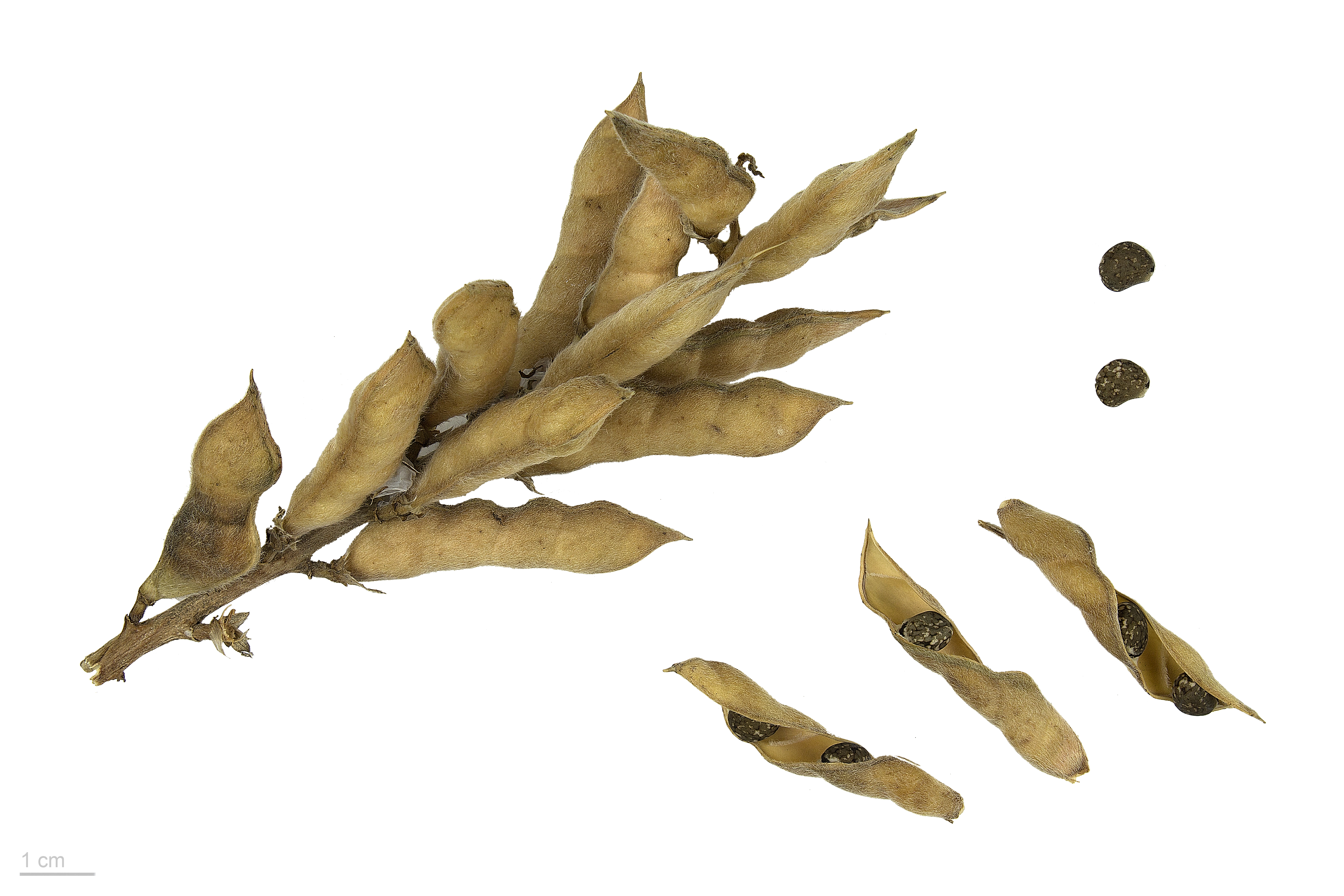
Lupinus angustifolius - MHNT.

## Características

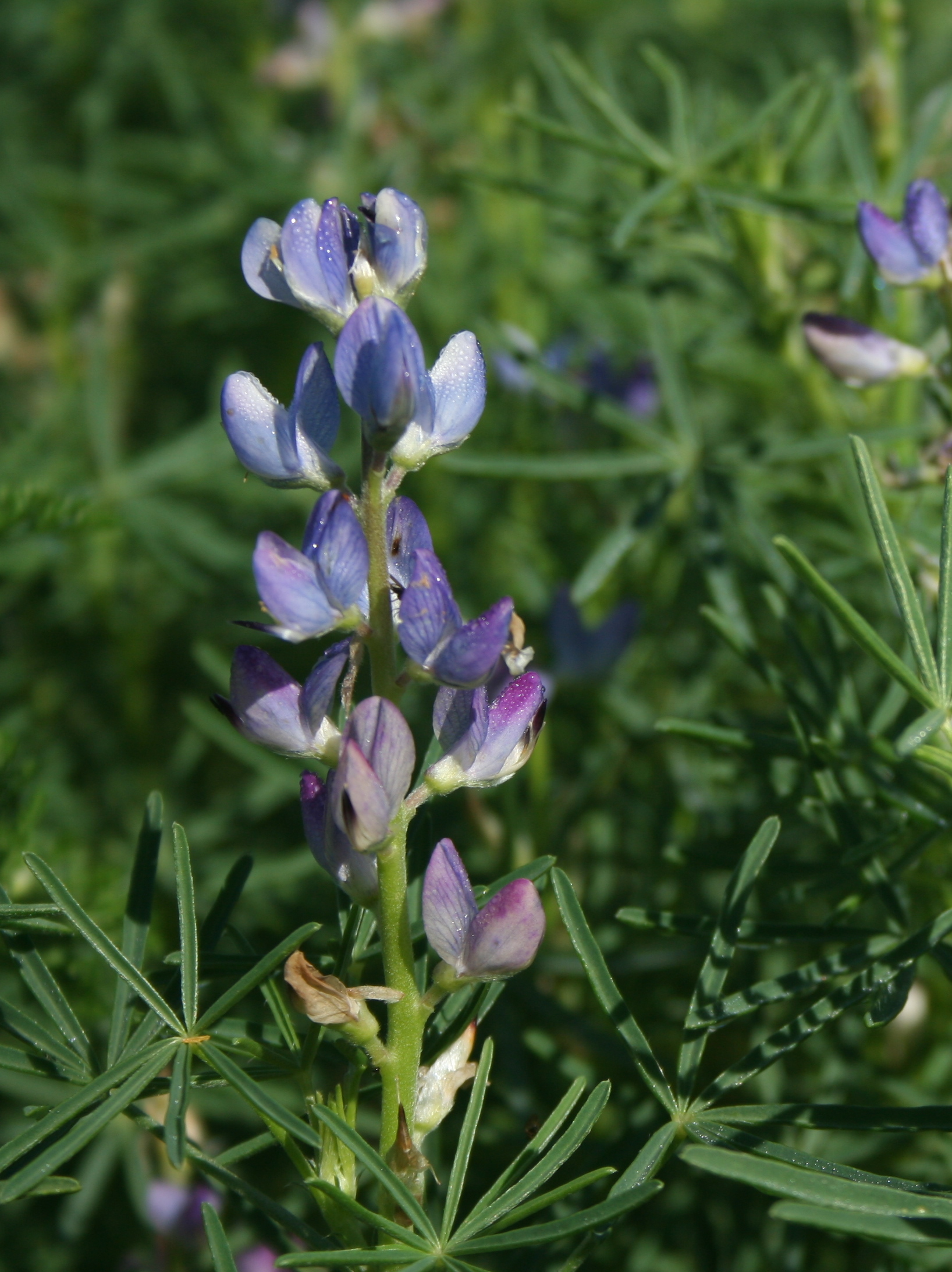
Lupinus angustifolius en Israel, Pardes Hanna

Se trata de una planta herbácea de hasta 100 cm de altura, anual y pubescente. Presenta hojas palmaticompuestas, alternas, con pecíolos de 2 a 7 cm de largo. Sus láminas, digitadas, se encuentran divididas en 5 a 9 foliolos más o menos carnosos y de forma linear- oblonga o linear-espatulada, muy estrechos y con el ápice redondeado, con el haz glabro y el envés pubescente. Los bordes son enteros. Los tallos muy ramificados desde la base o desde cierta altura. Son erectos, pelosos, con pelos patentes de 0'5 - 0'8 mm. Florece entre la primavera y principios del verano (marzo – agosto ) formando inflorescencias muy vistosas de tipo racimo, terminal, laxo, de entre 10 y 20 cm. que puede tener hasta 30 flores alternas; tienen pedicelos de hasta 4 mm., con brácteas lineares, caducas, con bractéolas de 1 mm., oblongas. Cada una de estas flores son hermafroditas y presentan una simetría de tipo zigomorfa.
El cáliz, de 7 a 9 mm, es seríceo, bilabiado, con el labio superior de longitud hasta casi la mitad que el inferior, hendido en dos lacinias separadas; el inferior es bi o tridentado.
La corola es glabra, papilionácea y de color azulado; el estandarte, de hasta 16 mm x 15 mm, es erecto, de carácter orbicular, con la base atenuada y formando una uña ancha y poco definida; las alas son obtusas y obovadas de hasta 15 mm., soldadas en el ápice con una aurícula bien diferenciada en la base del limbo; la quilla de hasta 15 mm., es semicurvada y está encerrada por las alas, presentando una aurícula en la base del limbo. El androceo es monadelfo, ya que todos los filamentos están soldados en un tubo por el que pasa el estilo. El ovario es sentado, con un estilo curvo, glabro y el estigma húmedo, terminal con un anillo de pelos en la base. El fruto es una legumbre de 40 – 70 x 10 – 12 mm, conteniendo de 3 a 5 semillas medianas, redondeadas, con el tegumento blanco o moteado de gris; la vaina se vuelve amarilla, parda o negra al madurar. Lo encontraremos cubierto de una serie de pelos rígidos, los cuales miden entre 3 y 6 cm de largo.

### Nodulación
Presentan procesos de nodulación (donde se fijará nitrógeno) provocados por bacterias del género "Bradyrhizobium sp."

## Hábitat y distribución
En su región de origen crece de forma silvestre en campos de suelo arenoso. Prefiere suelos ligeramente ácidos o neutros, con buen drenaje, ricos en nutrientes, en especial cobalto, fósforo y potasio. No se desarrolla bien sin temperaturas moderadas durante la fase vegetativa, y tolera bien las heladas. Exige una pluviosidad de entre 250 y 1500 mm al año.
Se caracteriza por un fuerte carácter ruderal y arvense, pudiéndose desarrollar en cultivos abandonados, eriales o bordes de carreteras.
Se cultiva en la región septentrional de Europa, así como en Australia, Tasmania,  Nueva Zelanda, Sudáfrica y Estados Unidos por su fruto, rindiendo entre 500 y 2500 kg/ha según la riqueza del suelo. En España aparece prácticamente en todas las  provincias.
- Luz: crece a plena luz aunque soporta sombra
- Temperatura: calor extremo. Zonas cálidas.
- Continentalidad: continental. Soporta grandes variaciones de temperatura.
- Humedad: suelos secos; indicadora de sequedad moderada.
- Acidez: suelos ácidos (pH 3.5 – 5.5) ; indicadora de acidez.
- Nitrógeno: suelos pobres en nitrógeno.

## Uso
- El fruto se conserva en salmuera y consume como aperitivo, principalmente en la región mediterránea. Es rico en proteína y bajo en lípidos. También es utilizado en alimentación animal, principalmente incluyéndose como suplemento proteico en la composición de piensos. Tiene un sabor ligeramente amargo.[2]
- Se emplea también en ornamentación por su bella flor.
- En Argentina, en la Zona de la Comarca de El Bolsón, esta especie invasora tapiza con sus coloridas flores todos los alrededores. Crece con gran facilidad y no requiere de cuidados especiales. El clima y el suelo de la región le favorece para potenciar su belleza.
- Históricamente se ha utilizado mucho por sus propiedades o facilidad para expulsar los parásitos intestinales del organismo humano.
- El ligero sabor amargo del lupino y su alto contenido en fibra le dan unas propiedades antidiabéticas muy interesantes.
- El lupino es ideal para el estreñimiento por su gran aporte de fibra.
- Favorece la salud cardiovascular gracias a su aporte de ácidos grasos.

## Propiedades
Contiene lupaina, lupinina, lupinidina, proteínas, aceite, lecitina, sales, ácido inositinexafosfórico. Se usan las semillas como antihelmíntico, diurético, depurativo, emenagogo, pectoral, nutritivo, hipoglucemiante y vermífugo. Las raíces son digestivas.

### Información nutricional
- Calorías: 496 kcalorías/100 g
- Proteínas: 15.6 g/100 g
- Grasas: 2.9 g/100 g
- Hidratos de Carbono : 9.9 g/100 g
- Índice glucémico (IG) : 15

En valores porcentuales (referidos a cantidad presente por cada 100g.):
- 39% Proteínas
- 24% Hidratos de carbono
- 15% Lípidos o ácidos grasos insaturados
- 24% Fibra vegetal

Destaca sobre todo en el lupino su altísimo aporte proteico que lo convierte en una buena proteína vegetal alternativa a la carne y a la soja o soya.
Es muy remineralizante destacando su aporte en hierro (7,6 mg) y en calcio (180 mg)
También aporta Zinc, el potasio, fósforo, magnesio, vitaminas del grupo B y vitamina E. Aunque vemos que el aporte del lupino en grasas es alto hay que tener en cuenta que estamos hablando de ácidos grasos, cuyo aporte es beneficioso.
Una dieta con lupino nos aporta los siguientes beneficios:
- Estimulación de la renovación celular
- Regula los niveles de azúcar en sangre (hipoglucemiante)
- Reduce los niveles de ácido úrico
- Reduce el colesterol
- Favorece el tránsito intestinal (debido a su contenido en fibra y oligoelementos)

Es cierto que el sabor ligeramente amargo del lupino se debe a que este contiene alcaloides (esparteína, lupinina, ácido lupínico y lupanina) que podrían producir una intoxicación del sistema nervioso denominada latirismo. Este riesgo desaparece totalmente hirviendo la legumbre (como de hecho se hace con todas las legumbres) o también desaparece dejándola en remojo con agua salada. Es algo muy similar como lo que ocurre con la yuca (nunca se come cruda)
Los hipertensos deben de cuidar su consumo ya que, al comprarlo ya hecho, puede venir demasiado salados.

## Taxonomía
Lupinus angustifolius fue descrita por Carlos Linneo y publicado en Species Plantarum 2: 721. 1753.
Citología
Números cromosomáticos de Lupinus angustifolius  (Fam. Leguminosae) y táxones infraespecificos: 2n=40
Variedades aceptadas
- Lupinus angustifolius subsp. angustifolius
- Lupinus angustifolius subsp. reticulatus (Desv.) Arcang.

Sinonimia
- Lupinus cryptanthus Rouy in Rouy & Foucaud, Fl. France 4: 195. 1897
- Lupinus leucospermus Boiss. & Reut. in Boiss., Diagn. Pl. Orient. 9: 8. 1849
- Lupinus linifolius J.N.Buek, Verz. Bäumen 179. 1779
- Lupinus opsianthus Atabek. & Maisuran in Bull. Glavn. Bot. Sada 69: 75. 1968. nom. inval.
- Lupinus reticulatus Desv. in Ann. Sci. Nat., Bot. ser. 2 3: 100. 1835
- Lupinus varius L., Sp. Pl. 721. 1753, nom. rejic. prop.[6]

## Nombres comunes
Alberjón, lupino azul, haba de lagarto, titones, chochitos.